# Nikko Oil Products
Nikko Oil Products 株式会社（にっこうオイルプロダクツ　英語社名：NNIKKO OIL PRODUCTS, INC.）とは、潤滑油専業メーカー日興産業の子会社で東京都中央区に本社を置く、潤滑油製品及び環境対策関連製品販売会社である。
国内外に日興産業、石油元売各社、潤滑油専業メーカー各社の製品を販売している。
ENEOSの1次特約店。

## 概要
- 本社：東京都千代田区丸の内3-4-1 新国際ビル
- 代表者：相山武靖
- 設立：1967年

## 事業所
- 本社・東京支店：東京都千代田区丸の内3-4-1 新国際ビル
- 大阪支店：大阪府大阪市西淀川区御幣島3-15-1
- 北陸支店：富山県富山市安住町2-14 北日本スクエア北館7F
- 九州支店：福岡県北九州市小倉北区西港町88-7

## 沿革
- 1967年　東京都中央区において創業
- 2003年　社名を 株式会社日本ペトロサービス から NIKKO OIL PRODUCTS 株式会社 に変更
- 2012年　本店所在地を東京都千代田区に移転

## 関係会社
- 日興産業株式会社
- JX日鉱日石エネルギー株式会社